# 豊田清
豊田 清（とよだ きよし、1971年2月2日 - ）は、三重県亀山市出身の元プロ野球選手（投手、右投右打）、プロ野球コーチ。現在は埼玉西武ライオンズの一軍投手チーフコーチを務める。

## 経歴

### プロ入り前
小学生の頃、スモールスポーツ少年団で野球をはじめる。
鈴鹿高等学校から同朋大学へ進学。1990年愛知大学野球連盟秋季二部リーグ戦では最優秀選手に選ばれる活躍でチーム初の一部リーグ昇格に貢献。愛知大学野球一部リーグ戦通算9勝16敗。二部も通じて29勝。

### 西武時代
1992年度ドラフト会議にて西武ライオンズから3位指名を受け、入団。
森祇晶が監督を務めていた1993年シーズンと1994年シーズンの2年間は一軍での登板はなかった。
1995年は監督に東尾修が就任。9月15日の近鉄バファローズ戦（藤井寺球場）でプロ初登板を果たす。この年は4試合に登板し防御率1.50の成績を残した。
1996年から本格的に先発投手として登板し、7月14日の福岡ダイエーホークス戦（札幌市円山球場）でプロ初勝利。最終的に15試合に登板し、5勝5敗、防御率3.08の成績を残した。
1997年は自身初の2桁勝利を挙げブレイク、5月7日のダイエー戦（福岡ドーム）では、味方打線が当時のプロ野球記録となる1試合29安打を放って、毎回得点を達成した中での完封勝利（21-0）を挙げている。しかし優勝争い真っ只中の9月に肘痛により登録抹消、手術を行ったため優勝の輪に加われなかった。
1998年は前年のシーズンの右肘の手術によりシーズンの大半を棒に振ったが9月に復帰を果たし、念願の優勝を味わう。横浜ベイスターズとの日本シリーズでは第2戦に先発したが、石井琢朗にホームランを浴びるなど敗戦投手となった。チームは第6戦で敗れて2年連続で日本一を逃した。
1999年は6月まで不調に喘ぐが7月以降に復調し、規定投球回不足ながらも2年ぶりの二桁勝利を挙げた。
2000年も先発を任されたが僅か5勝に終わった。10月8日の対日本ハムファイターズ戦（西武ドーム）ではプロ初セーブを挙げた。
2001年は4月上旬に森慎二の不調・東尾修からの説得もあって抑え投手へ転向。8月には3本のサヨナラ本塁打を打たれた。最終成績は47試合に登板し、5勝3敗28セーブ、防御率2.83だった。この年のシーズン限りで東尾は監督を勇退。
2002年は監督に伊原春樹が就任。この年も前年に続いて抑えを任され、パシフィック・リーグ歴代1位（当時）となる38セーブ（6勝）。最終成績は6勝1敗38セーブで防御率は驚異の0.78だった。
2003年シーズンも引き続き守護神として2年連続で最優秀救援投手に輝くなど、日本を代表する抑え投手になった。8月29日にはプロ野球史上15人目の通算100セーブを挙げた。最終的に58試合で2勝3敗38セーブ、防御率1.24の成績だった。
2004年はバッテリーを組んでいた伊東勤が前年のシーズン限りで現役を引退し、監督に就任。この年は故障で長期離脱した影響で34試合の登板に終わったが、5勝1敗11セーブで防御率は0.98だった。チームはリーグ2位で終え、北海道日本ハムファイターズとのプレーオフ第1ステージでは第3戦に登板し、木元邦之に同点2ラン本塁打を打たれたがその裏に和田一浩のサヨナラ本塁打を放ち、で第2ステージに進出。第2ステージのダイエー戦では第5戦のリーグ優勝目前の9回に同点打を打たれたが、チームは延長10回に勝ち越し、リーグ優勝を果たした。中日ドラゴンズとの日本シリーズでは3セーブを挙げるなど活躍。第7戦では9回に2失点を喫したが5点のリードがあったため影響はなく、最後の打者を打ち取り胴上げ投手にもなった。
2005年も故障で離脱し、精彩を欠いた投球が目立ち35試合の登板で3勝1敗19セーブ、防御率3.97の成績で終わった。その年のシーズンオフにFA権を取得し権利を行使。

### 巨人時代
2005年11月27日に読売ジャイアンツと2年契約を結んだ。
2006年は開幕3戦目で移籍後初セーブを挙げる。その後も好調を維持していたが、5月20日の東北楽天ゴールデンイーグルス戦（フルキャストスタジアム宮城）で9回にホセ・フェルナンデスに逆転サヨナラ3点本塁打を打たれ、移籍後初の救援失敗。その後も抑えで登板するがチームの大型連敗でも救援失敗を繰り返し、7月14日の東京ヤクルトスワローズ戦で1点リードの9回に登板するもサヨナラ打を打たれ、チームは9連敗となり、翌日15日には右肩痛で一軍登録を抹消。自身の登録抹消以後は先発だった高橋尚成が抑えに回った。その後8月15日に一軍へ昇格。その後は中継ぎに配置転換となった。チームは球団史上初の2年連続Bクラスとなり、自身の不振も響き38試合の登板で1勝4敗13セーブ、防御率3.32に終わった。
2007年シーズンも開幕当初は抑えを務め、4月11日の広島東洋カープ戦（広島市民球場）でプロ野球史上5人目の通算150セーブを達成。しかし、4月20日の阪神タイガース戦では延長12回にチームが3点を勝ち越した後に登板するも、伏兵の狩野恵輔にサヨナラ適時打を打たれ、敗戦投手になった。抑えに失敗することが多く、上原浩治が抑えに回って以降は中継ぎを務めるといった。前年と同様の場面が見られた。同年も前年と防御率はそれほど変わらなかったが上原に繋ぐセットアッパーとして巨人での新境地を開拓した。47試合に登板して2勝5敗4セーブ20ホールドをマークした。クライマックスシリーズでは2、3戦目に登板して対戦打者6人全てから三振を奪うなどCSで敗退したチームにおいて奮闘した。
2008年は横浜ベイスターズから移籍してきたマーク・クルーンが加入。そのクルーンへ繋ぐセットアッパーとなり、50試合に登板し、チームトップの26ホールドを挙げ、チームのリーグ優勝、球団初のCS制覇で日本シリーズ進出に貢献。移籍後初の日本シリーズは古巣の西武と対戦し、第4.5.7戦に登板。チームは敗れたがいずれも無失点で、特に第7戦は逆転を許し1点ビハインドとなった8回途中からの登板でこのピンチを脱する。9回は先頭の赤田将吾にフェンス直撃の3塁打を打たれるが、後続を抑え得点を許さなかった。
2009年は開幕から10試合連続で無失点。クルーンが故障離脱した際は代役で抑えを務め、2年ぶりにセーブを挙げた。7月に腰痛で一時期登録抹消されるが、9月以降は全て無失点で抑え、46試合に登板して2勝2敗5セーブ、防御率1.99だった。この年のシーズンもリーグ優勝と日本一に貢献し、豊田にとって初めて巨人での日本一を経験。
2010年は3月31日の横浜ベイスターズ戦で8回にホセ・カスティーヨに同点ソロホームラン、4月13日の阪神タイガース戦でも8回に桜井広大に逆転3ラン本塁打を打たれ、チームの負けにも繋がるなど、精彩を欠き、二軍へ降格。その後復帰しても思うような投球はできず、わずか16試合の登板で1勝1敗・防御率4.40と不振に終わり、11月6日に戦力外通告を受けた。

### 広島時代
2010年11月16日に中継ぎ投手を求めていた広島東洋カープが獲得を発表。11月22日にマツダスタジアムで入団会見が行われ、背番号は33に決定。
2011年は中継ぎを任され、シーズン途中で二軍落ちもあったが32試合に登板し、2勝1敗7ホールド・防御率3.08の成績を残した。10月15日には球団から翌年の条件提示を受けるなど、翌年のシーズンも戦力として期待されていたが、10月24日に球団へ現役引退を申し入れ、了承されたことが発表された。

### 引退後

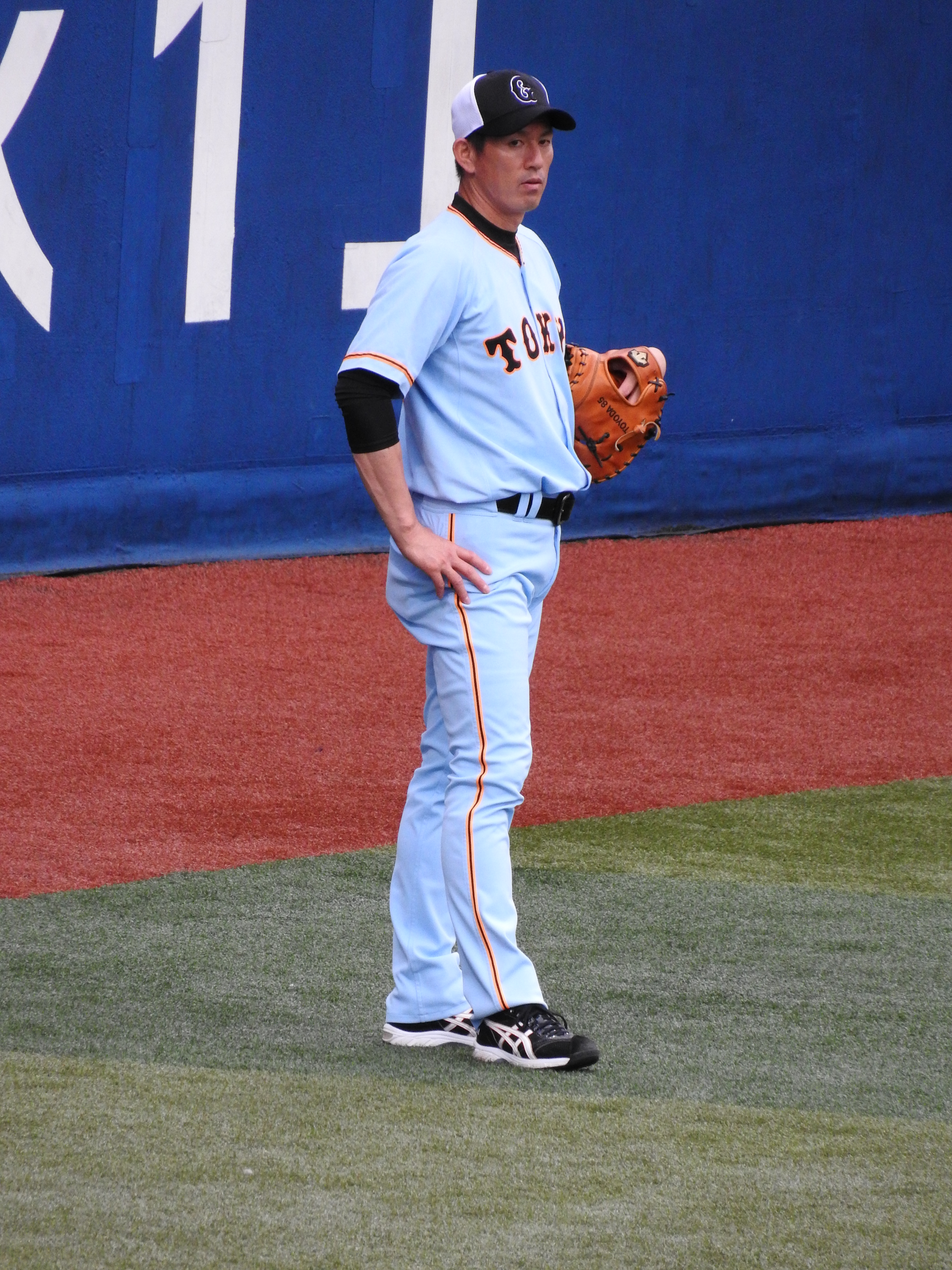
巨人投手コーチ時代
（2016年8月28日）

2012年から2014年は読売ジャイアンツの二軍投手コーチを務め、2015年シーズンより一軍投手コーチを務める。2017年より再び二軍投手コーチを務め、2018年に一軍投手コーチへ復帰。スコット・マシソンの制球力矯正や、澤村拓一の抑え転向時に積極的にアドバイスを送り、チームに貢献した。同シーズンをもって退団。
2019年は文化放送（文化放送ライオンズナイターと裏送りによる土・日曜のNRNナイター）の野球解説者に就任。また西武OBとしてテレ玉と西武球団制作中継（フジテレビTWO・BS12トゥエルビ）などの野球解説者も兼任する。
2020年からは古巣の西武へ戻り、一軍投手コーチを務めている。2025年からは同コーチのチーフ格に昇進する。

## 選手としての特徴
球界屈指の制球力と抜群のキレを誇るフォークが最大の武器。変化球はその他カーブ、スライダーなどを持っており、直球を含めるすべての球種が精度良く、決め球にできた。現役時代前半は先発として、中盤からはリリーフとして活躍した。

## 詳細情報

### 年度別投手成績
| 年 度      | 球 団      | 登 板 | 先 発 | 完 投 | 完 封 | 無 四 球 | 勝 利 | 敗 戦 | セ 丨 ブ | ホ 丨 ル ド | 勝 率 | 打 者 | 投 球 回 | 被 安 打 | 被 本 塁 打 | 与 四 球 | 敬 遠 | 与 死 球 | 奪 三 振 | 暴 投 | ボ 丨 ク | 失 点 | 自 責 点 | 防 御 率 | W H I P |
| ---------- | ---------- | ----- | ----- | ----- | ----- | -------- | ----- | ----- | -------- | ----------- | ----- | ----- | -------- | -------- | ----------- | -------- | ----- | -------- | -------- | ----- | -------- | ----- | -------- | -------- | ------- |
| 1995       | 西武       | 4     | 0     | 0     | 0     | 0        | 0     | 0     | 0        | --          | ----  | 21    | 6.0      | 3        | 1           | 0        | 0     | 0        | 4        | 0     | 0        | 1     | 1        | 1.50     | 0.50    |
| 1996       | 西武       | 18    | 14    | 3     | 1     | 0        | 5     | 5     | 0        | --          | .500  | 441   | 108.0    | 101      | 17          | 25       | 3     | 3        | 88       | 2     | 0        | 40    | 37       | 3.08     | 1.17    |
| 1997       | 西武       | 23    | 23    | 6     | 3     | 1        | 10    | 6     | 0        | --          | .625  | 616   | 150.2    | 128      | 14          | 54       | 1     | 2        | 86       | 2     | 0        | 54    | 49       | 2.93     | 1.21    |
| 1998       | 西武       | 7     | 7     | 0     | 0     | 0        | 4     | 2     | 0        | --          | .667  | 158   | 39.1     | 34       | 4           | 9        | 0     | 0        | 31       | 1     | 0        | 19    | 19       | 4.35     | 1.09    |
| 1999       | 西武       | 20    | 20    | 4     | 2     | 2        | 10    | 4     | 0        | --          | .714  | 490   | 122.2    | 111      | 12          | 16       | 0     | 3        | 91       | 1     | 2        | 57    | 53       | 3.89     | 1.04    |
| 2000       | 西武       | 26    | 18    | 1     | 0     | 0        | 5     | 9     | 1        | --          | .357  | 500   | 118.1    | 130      | 12          | 27       | 4     | 2        | 90       | 3     | 2        | 52    | 50       | 3.80     | 1.33    |
| 2001       | 西武       | 47    | 0     | 0     | 0     | 0        | 5     | 3     | 28       | --          | .625  | 196   | 47.2     | 42       | 7           | 12       | 1     | 1        | 58       | 1     | 2        | 15    | 15       | 2.83     | 1.13    |
| 2002       | 西武       | 57    | 0     | 0     | 0     | 0        | 6     | 1     | 38       | --          | .857  | 204   | 57.1     | 32       | 1           | 3        | 1     | 1        | 66       | 1     | 1        | 5     | 5        | 0.78     | 0.61    |
| 2003       | 西武       | 58    | 0     | 0     | 0     | 0        | 2     | 3     | 38       | --          | .400  | 215   | 58.0     | 37       | 2           | 9        | 3     | 1        | 54       | 1     | 1        | 8     | 8        | 1.24     | 0.79    |
| 2004       | 西武       | 34    | 0     | 0     | 0     | 0        | 5     | 1     | 11       | --          | .833  | 142   | 36.2     | 26       | 1           | 5        | 2     | 0        | 39       | 1     | 0        | 5     | 4        | 0.98     | 0.85    |
| 2005       | 西武       | 35    | 0     | 0     | 0     | 0        | 3     | 1     | 19       | 3           | .750  | 150   | 34.0     | 42       | 4           | 6        | 0     | 0        | 31       | 0     | 0        | 17    | 15       | 3.97     | 1.41    |
| 2006       | 巨人       | 38    | 0     | 0     | 0     | 0        | 1     | 4     | 13       | 7           | .200  | 159   | 38.0     | 39       | 2           | 6        | 3     | 0        | 46       | 0     | 0        | 14    | 14       | 3.32     | 1.18    |
| 2007       | 巨人       | 47    | 0     | 0     | 0     | 0        | 2     | 5     | 4        | 20          | .286  | 195   | 48.0     | 46       | 2           | 8        | 5     | 2        | 56       | 1     | 0        | 18    | 18       | 3.38     | 1.13    |
| 2008       | 巨人       | 50    | 0     | 0     | 0     | 0        | 3     | 2     | 0        | 26          | .600  | 186   | 46.1     | 45       | 4           | 5        | 1     | 1        | 49       | 2     | 0        | 17    | 17       | 3.30     | 1.08    |
| 2009       | 巨人       | 46    | 0     | 0     | 0     | 0        | 2     | 2     | 5        | 15          | .500  | 172   | 40.2     | 35       | 3           | 15       | 5     | 1        | 32       | 1     | 0        | 13    | 9        | 1.99     | 1.23    |
| 2010       | 巨人       | 16    | 0     | 0     | 0     | 0        | 1     | 1     | 0        | 3           | .500  | 70    | 14.1     | 22       | 3           | 6        | 0     | 0        | 18       | 0     | 0        | 7     | 7        | 4.40     | 1.96    |
| 2011       | 広島       | 32    | 0     | 0     | 0     | 0        | 2     | 1     | 0        | 7           | .667  | 104   | 26.1     | 27       | 3           | 1        | 0     | 0        | 20       | 0     | 0        | 9     | 9        | 3.08     | 1.06    |
| 通算：17年 | 通算：17年 | 558   | 82    | 14    | 6     | 3        | 66    | 50    | 157      | 81          | .569  | 4019  | 992.1    | 900      | 92          | 207      | 29    | 17       | 859      | 17    | 8        | 351   | 330      | 2.99     | 1.12    |

- 各年度の太字はリーグ最高

### タイトル
- 最優秀救援投手：2回（2002年、2003年）

### 表彰
- 月間MVP：1回（投手部門：1999年8月）
- 最優秀バッテリー賞：1回（2002年 捕手：伊東勤）
- ファイアマン賞：1回（2002年）
- JA全農Go・Go賞：1回（救援賞：2001年7月）
- オールスターゲーム優秀選手賞：1回（2002年第2戦）

### 記録
初記録
- 初登板：1995年9月15日、対近鉄バファローズ23回戦（藤井寺球場）、9回裏に3番手で救援登板・完了、1回無失点
- 初奪三振：同上、9回裏にリー・スチーブンスから
- 初先発登板・初完投：1996年6月8日、対近鉄バファローズ11回戦（長岡市悠久山野球場）、8回4失点で敗戦投手
- 初勝利・初先発勝利：1996年7月14日、対福岡ダイエーホークス17回戦（札幌市円山球場）、8回2失点
- 初完投勝利・初完封勝利：1996年9月1日、対千葉ロッテマリーンズ23回戦（西武ライオンズ球場）
- 初セーブ：2000年10月8日、対日本ハムファイターズ27回戦（西武ドーム）、7回表に2番手で救援登板・完了、3回1失点
- 初ホールド：2005年5月14日、対読売ジャイアンツ2回戦（西武ドーム）、9回表に4番手で救援登板、1回無失点

節目の記録
- 100セーブ：2003年8月29日、対オリックス・ブルーウェーブ21回戦（西武ドーム）、9回表二死に5番手で救援登板・完了、1/3回無失点 ※史上15人目
- 150セーブ：2007年4月11日、対広島東洋カープ2回戦（広島市民球場）、9回裏に4番手で救援登板・完了、1回無失点 ※史上5人目
- 500試合登板：2009年8月21日、対東京ヤクルトスワローズ14回戦（明治神宮野球場）、7回裏に3番手で救援登板、1回4失点（自責点なし） ※史上83人目

その他の記録
- 34試合連続無失点：2003年 ※2021年に平良海馬に抜かれるまで2014年の比嘉幹貴と並んでパ・リーグタイ記録であった[14]
- オールスターゲーム出場：4回（1997年、2001年 - 2003年） ※2004年も選出されるも出場辞退[15]

### 背番号
- 39（1993年 - 1994年）
- 38（1995年 - 1997年）
- 20（1998年 - 2010年）
- 33（2011年）
- 77（2012年 - 2015年）
- 85（2016年）
- 75（2017年）
- 83（2018年）
- 81（2020年 - ）